# Flying Microtonal Banana
Flying Microtonal Banana (podnaslov: Explorations into Microtonal Tuning, Volume 1) deveti je studijski album australskog rock-sastava King Gizzard & the Lizard Wizard. Diskografska kuća Flightless objavila ga je 24. veljače 2017. u Australiji, ATO Records istog ga je datuma objavio u Sjedinjenim Državama, a Heavenly Recordings u Ujedinjenom Kraljevstvu. Prvi je od pet albuma koje je skupina objavila 2017. i njezin prvi čije se pjesme uvelike temelje na mikrotonskoj glazbi i sviraju posebno izrađenim glazbalima.
Album je sastavu priskrbio nominaciju za nagradu u kategoriji „Najbolja grupa” na dodjeli nagrada ARIA Music Awards, no tu je nagradu naposljetku osvojio Gang of Youths i njegov album Go Farther in Lightness. Uradak je dosegao drugo mjesto na australskoj ljestvici albuma (i tako postao prvi album sastava koji se pojavio u najviših deset mjesta te ljestvice) i prvi je album skupine koji se pojavio na američkoj ljestvici Billboard 200, na kojoj je dosegao 170. mjesto.

## O albumu
Pjesme na uratku snimljene su uz pomoć glazbala čije su oktave podijeljene na 24 (logaritamski) jednako udaljena četvrttona; pjesme su se u početku trebale svirati na sazu, pa su se članovi skupine poslužili glazbalima posebno prilagođenima za mikrotonsku glazbu, ali i ostalim bliskoistočnim instrumentima (poput zurne). Naziv „Flying Microtonal Banana” odnosi se na posebno oblikovanu žutu gitaru Stua Mackenzieja na kojoj se nalaze dodatni pragovi za mikrotonove.
U žanrovskom smislu pjesme na albumu pripadaju psihodeličnom rocku, acid rocku i eksperimentalnom rocku, a prisutni su i elementi krautrocka i turske glazbe.

## Popis pjesama
Tekstovi i glazba: Stu Mackenzie, osim gdje je označeno drukčije. 
| 1.    | »Rattlesnake«              |                                | 7:48 |
| 2.    | »Melting«                  |                                | 5:27 |
| 3.    | »Open Water«               |                                | 7:13 |
| 4.    | »Sleep Drifter«            |                                | 4:44 |
| 5.    | »Billabong Valley«         | Mackenzie, Ambrose Kenny-Smith | 3:34 |
| 6.    | »Anoxia«                   | Joey Walker                    | 3:04 |
| 7.    | »Doom City«                |                                | 3:14 |
| 8.    | »Nuclear Fusion«           | Mackenzie, Walker              | 4:15 |
| 9.    | »Flying Microtonal Banana« | Mackenzie, Walker              | 2:34 |
| 41:53 |                            |                                |      |

## Recenzije
| Zbirne ocjene        | Zbirne ocjene |
| Izvor                | Ocjena        |
| -------------------- | ------------- |
| AnyDecentMusic?      | 6,9/10        |
| Metacritic           | 72/100        |
| Recenzije            |               |
| Izvor                | Ocjena        |
| AllMusic             | [ 17 ]        |
| DIY                  | [ 18 ]        |
| The Evening Standard | [ 19 ]        |
| Exclaim!             | 8/10          |
| The Guardian         | [ 21 ]        |
| Pitchfork            | 7,4/10        |
| PopMatters           | 7/10          |
| Sputnikmusic         | 3,5/5         |
| Under the Radar      | [ 25 ]        |

Uradak je dobio pozitivne kritike. Na Metacriticu, sajtu koji prikuplja ocjene recenzenata raznih publikacija i na temelju njih uratku daje prosječnu ocjenu od 0 do 100, uradak je na temelju 15 recenzija osvojio 72 boda od njih 100, što označava „uglavnom pozitivne kritike”.
Tim Sendra u recenziji za AllMusic dao mu je četiri zvjezdice od njih pet i zaključio je: „[O]čito je da je pokus uspio i da se mikrotonska glazbala odlično slažu s neobičnom estetikom [skupine.]” Dodao je i da su melodije „egzotičnije (barem ušima naviknutim na zapadnjačku glazbu)” u odnosu na prijašnje uratke. Premda ga se dojmio manje od prijašnjeg uratka, Stuart Bremen svejedno je pohvalio album u recenziji za Pitchfork; izjavio je: „[I]ako nasumična priroda Flying Microtonal Banane naposljetku manje zapanjuje od manijakalne usredotočenosti Nonagon Infinityja, svejedno potvrđuje da kreativnost i znatiželja ove skupine ne splašnjavaju nakon osam albuma i da se njezina jedinstvena uravnoteženost anarhije i pristupačnosti još nije poremetila. Čak i ako ne znate ništa o mikrotonalitetu, na tom albumima ima još dovoljno letećih banana koje će vas zabaviti.” Dao mu je 7,4 boda od njih 10. Jordan M. dao mu je 3,5 boda od njih pet u recenziji za Sputnikmusic i izjavio je: „Flying Microtonal Banana u biti je lanjski album King Gizzarda [Nonagon Infinity], samo što je dorađen. No također je bolji od većine sličnih albuma, pogotovo zato što King Gizzard očigledno može jasno povezati dijelove u zabavne pjesme koje krasi osjećaj za stil.”

## Zasluge
| King Gizzard & the Lizard Wizard - Michael Cavanagh – bubnjevi (od 1. do 8. pjesme); bongosi (na 3., 4., 5., 8. i 9. pjesmi); udaraljke (na pjesmi „Flying Microtonal Banana”) - Cook Craig – mikrotonska gitara (na 1., 3. i 7. pjesmi); mikrotonska bas-gitara (na 4. i 6. pjesmi) - Ambrose Kenny-Smith – mikrotonska usna harmonika (na 1., 4., 7., 8. i 9. pjesmi); vokali (na pjesmi „Billabong Valley”) - Stu Mackenzie – mikrotonska gitara (od 1. do 8. pjesme); mikrotonska bas-gitara (na 2. i 8. pjesmi); glasovir (na 1., 5. i 9. pjesmi); sintesajzer (na 2., 3., 8. i 9. pjesmi); zurna (na 1., 3., 5., 6., 7. i 9. pjesmi); vokali (od 1. do 4. pjesme i na 7. i 8. pjesmi); udaraljke (na 1., 2., 3. i 9. pjesmi); produkcija, snimanje - Eric Moore – bubnjevi (na 1. i 3. pjesmi); bongosi (na pjesmi „Flying Microtonal Banana”) - Lucas Skinner – mikrotonska bas-gitara (od 1. do 3. pjesme i na pjesmi „Doom City”) - Joey Walker – mikrotonska gitara (na 1., 3., 4., 6., 8. i 9. pjesmi); mikrotonska bas-gitara (na pjesmi „Billabong Valley”); vokali (na pjesmi „Anoxia”) |  | Ostalo osoblje - Jarvis Taveniere – miksanje - Joe Carra – mastering - Jason Galea – ilustracije, omot albuma |

## Ljestvice
| Ljestvica (2017.)                | Najviša pozicija |
| -------------------------------- | ---------------- |
| Australija                       | 2.               |
| Belgija (Flandrija)              | 87.              |
| Belgija (Valonija)               | 60.              |
| Nizozemska                       | 79.              |
| Novi Zeland (Heatseekers Albums) | 7.               |
| SAD (Billboard 200)              | 170.             |
| SAD (Independent Albums)         | 10.              |
| SAD (Top Alternative Albums)     | 19.              |
| SAD (Top Rock Albums)            | 32.              |
| Škotska                          | 66.              |
| Švedska                          | 11               |
| Ujedinjeno Kraljevstvo           | 100.             |